# Philip Lucasz
Philip Lucasz, ook wel gespeld als Lucasse, Lucassen of Lucaszoon, (Middelburg,? – Batavia, 5 maart 1640) was een koopman, commandeur en directeur-generaal in dienst van de VOC.

## Biografie
Lucasz kwam met het schip Mauritius als assistent-koopman in Indië. Willem Jansz. was koopman op dit schip, en ook aan boord was de jonge Antonio van Diemen, die als vaandrig had aangemonsterd onder zijn schuilnaam Thonis Meeusen. Hij en Lucasz zouden vrienden blijven en samen carrière maken. Onderweg had het schip de westkust van Australië aangedaan om vers water te zoeken. Voor Jansz. was dat het tweede bezoek aan dat continent. 23 augustus 1618 kwam de Mauritius aan bij Jacatra, met een verlies van 50 opvarenden als gevolg van scheurbuik. In Jacatra stonden twee stenen pakhuizen die dat jaar werden versterkt tot Fort Jacatra, dat vervolgens een belegering doorstond door de Jacatranen en een vloot uit Engeland.
Lucasz werkte daarna als onderkoopman en secunde (tweede man) op het kantoor in Patani. Hier en in Siam waren zo'n 20 jaar daarvoor de eerste contacten gelegd en factorijen gesticht. In 1622 werden ze door Jan Pieterszoon Coen weer opgeheven, maar de handel bleef wel doorgaan. In 1623 werd Lucasz samen met Jan van Hasel opperhoofd van die handel in het inmiddels bij Jacatra gestichte Batavia.

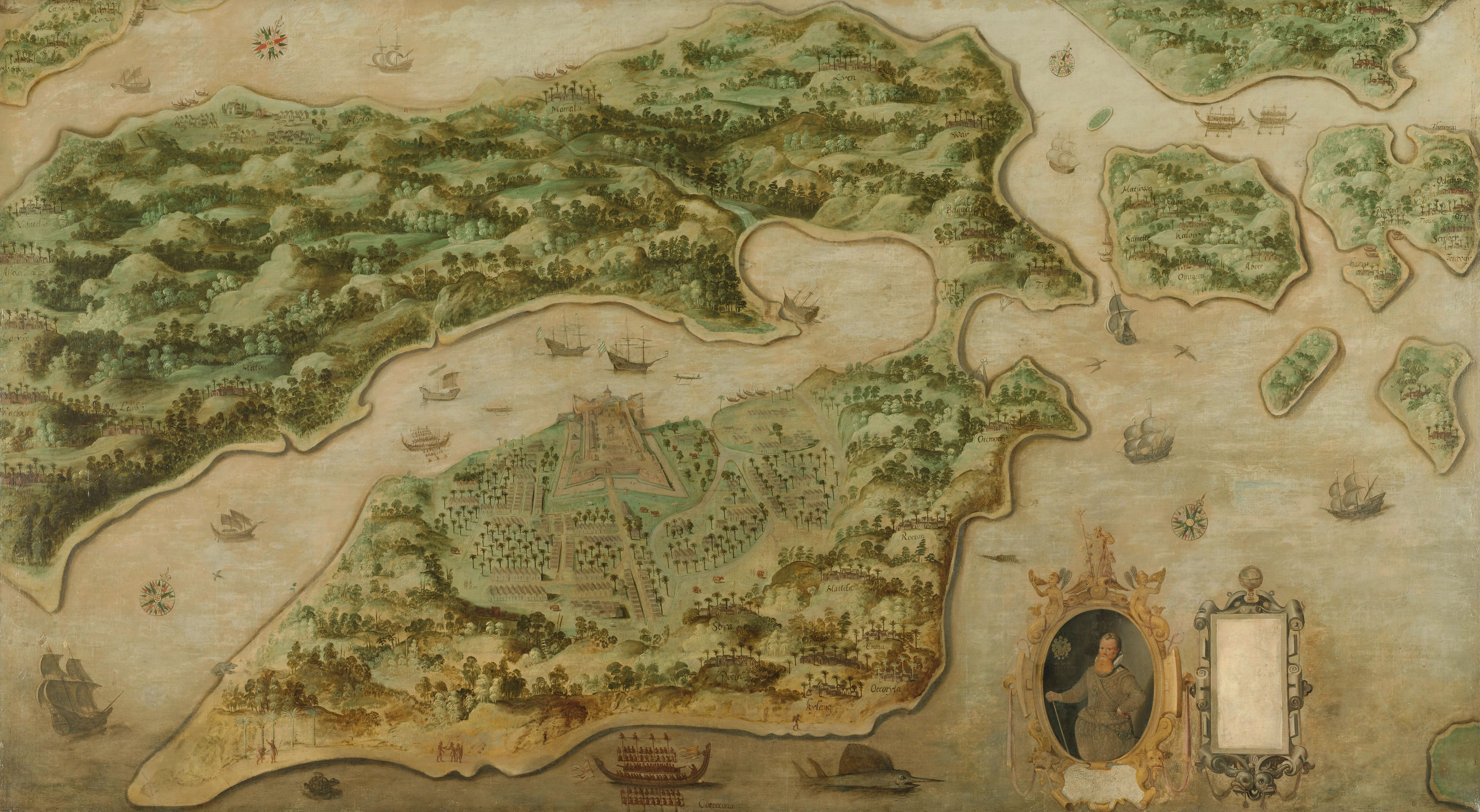
Ambon en fort Victoria in 1617

In 1625 werd hij opperkoopman en secunde op Ambon. Van 1628 tot 1631 was hij daar gouverneur. In 1629 werd hij benoemd tot buitengewoon Raad van Indië. Lucasz was niet van de harde lijn maar wilde liever 'met amiable kloekheit ende simulatie vosschen met vosschen vangen'. Hij had hier wisselend succes mee. In 1631 deden de Spanjaarden en hun bondgenoten op Tidore een aanval op de zuidoostkust van Ceram, die hij wist af te slaan. Hij had tijdens zijn gouverneurschap veel te stellen met smokkel in kruidnagels door de Makassaren en vertegenwoordigers (de zogeheten kimelaha) van sultan Hamza van Ternate op Ambon en West-Ceram (Hoamoal). Deze gebieden vielen onder het bestuur van Ternate. De VOC had met de sultan een handelsverdrag gesloten maar de bevolking hield zich daar vaak niet aan. De Raad van Indië verweet Lucasz dat hij hier te weinig tegen deed maar Lucasz vond dat hij te weinig krijgsmacht kreeg en vroeg onmiddellijk ontslag.
In augustus 1631 werd Lucasz directeur van de handel op Surat en Perzië en vertrok als commandeur van 9 schepen eerst naar Surat en vandaar naar Gamron in Perzië. In 1632 ging hij weer naar Batavia en dacht daar directeur-generaal van de handel onder Jacques Specx te worden, maar deze werd teruggeroepen door de Heren XVII. De nieuw aangestelde gouverneur-generaal Brouwer stuurde Lucasz weer terug naar Surat en Perzië. In 1633 vertrok hij weer naar Batavia, maar werd door Brouwer vrijwel direct weer terug gestuurd. Op het kantoor te Gamron waren onregelmatigheden geconstateerd en men had er met geld gesmeten. Nadat de vorige directeur, Huibert Visnich, vanwege beschuldigingen van fraude naar Aleppo was gevlucht, had zijn opvolger, Anthonie del Court, het er niet beter op gemaakt. Lucasz moest orde op zaken stellen. Zijn officiële titel op deze reis was 'Commandeur over de Compagnies navale macht in de koninkrijken van Guzerat en Persia'. Lucasz verving Del Court door Nicolaes Overschie en nam Del Court en een aantal andere medewerkers mee terug naar Batavia. In 1634 was Lucasz vanuit Suratte commandeur van een retourvloot van 7 schepen met een inkoopwaarde van bijna twee miljoen gulden. Onderweg kon de vloot in de buurt van Goa nog een Portugees vaartuig bemachtigen.

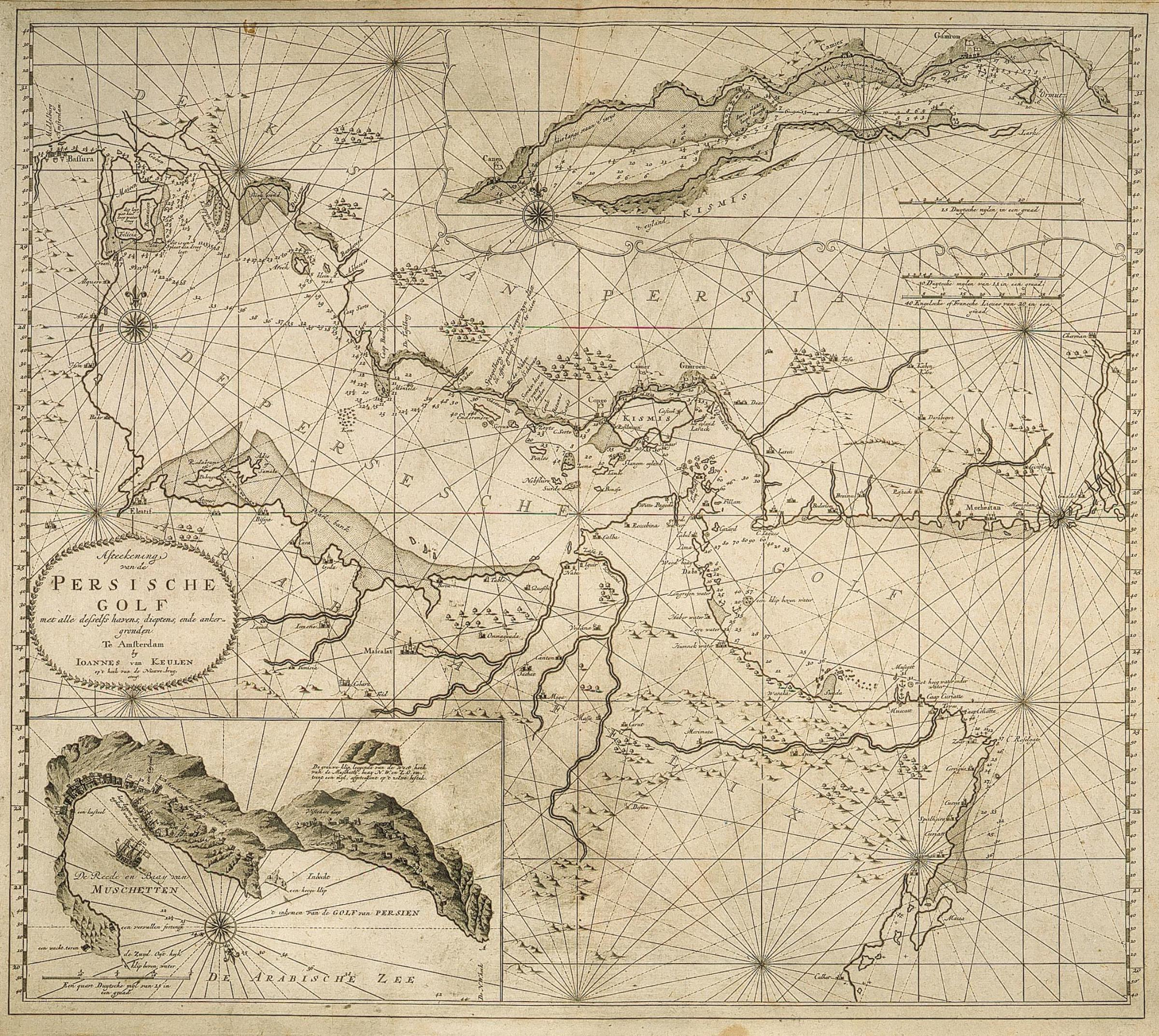
Gamron in de Perzische Golf

Terug in Nederland trouwde hij met Petronella Buys, een schoonzus van Jacques Specx, die hij in Batavia had leren kennen. Samen met Specx was hij succesvol met een petitie bij de VOC-Kamer Amsterdam om Arent Gardenijs, ook een zwager van Lucasz, in ere te herstellen. Gardenijs was als gouverneur van Coromandel door Brouwer gearresteerd op verdenking van illegale particuliere handel en zonder gage naar Nederland gestuurd. Ook in Amsterdam, begin 1635, vlak voor hun terugkeer naar Indië, lieten hij en zijn vrouw hun portretten schilderen door Rembrandt, die toen in het atelier van Hendrick Uylenburgh in opdracht van welgestelden portretten schilderde. Zijn portret hing lang in de National Gallery in Londen als portret van een onbekende man, maar werd begin 20ste eeuw door Cornelis Hofstede de Groot geïdentificeerd met behulp van dat van zijn vrouw, waarop aan de achterkant haar naam stond, en de gouden keten die hij draagt, de gebruikelijke beloning voor bevelhebbers van retourvloten van de VOC.
In mei 1635 vertrok hij met 3 schepen vanuit Texel en kwam in januari 1636 weer aan in Batavia, waar hij alsnog als directeur-generaal was benoemd, nu als tweede man onder de nieuwe gouverneur-generaal Antonio van Diemen. In diens langdurige afwezigheid op de Molukken kreeg hij in 1638 als waarnemend gouverneur-generaal te maken met een geschil tussen de VOC vestiging in Martapoera bij Bandjarmasin op Borneo en de lokale vorst, die in strijd met het gesloten contract peper verkocht aan de Makassaren en anderen. Toen de opperkoopman, Coenraad Cramer, hierover klaagde leidde dit tot moord en doodslag, en toen tot wraak van de VOC. Ook werd de handel stilgelegd. Men liet die de daaropvolgende jaren over aan de Chinezen.

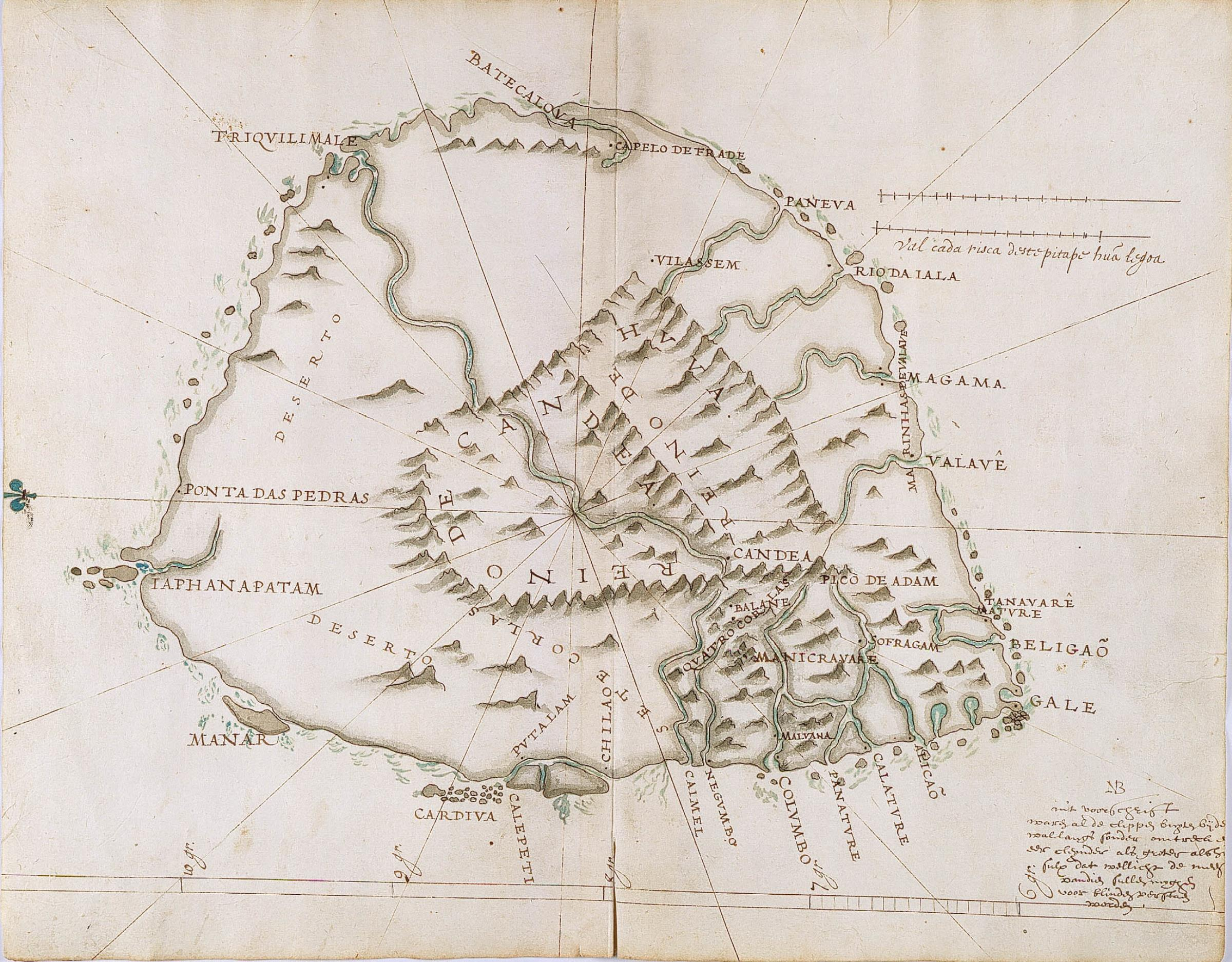
Portugese kaart van Ceylon ca. 1620

In september 1639 werd hij commandeur van een vloot van 11 schepen met rond de 1500 matrozen en soldaten die via Malakka naar Ceylon voer om op verzoek van de koning van Kandy, Raja Singha II, Colombo te veroveren, op basis van het in 1638 door Adam Westerwoldt gesloten bondgenootschap. De VOC aasde op de kaneellanden aan de zuidwestkust van het eiland. Bij aankomst in het kort tevoren door Antonie Caan veroverde fort Trincomalee aan de oostkust trof men het garnizoen in erbarmelijke omstandigheden aan. Het fort was ondanks de afspraak niet bevoorraad door Raja Singha, omdat hij het fort zelf wilde hebben. Na met de vloot om het eiland naar Colombo te zijn gevaren was het leger van Raja Singha, alweer tegen de afspraak in, daar niet aanwezig. Lucasz vond het niet verantwoord Colombo, 'de scherp geclaude catte', alleen vanuit zee aan te vallen en voer naar het iets ten noorden daarvan gelegen Negombo. Dit werd, samen met troepen uit het oostelijke fort Batticaloa onder Jan Thijssen, in februari 1640 veroverd.
De vloot was onderweg veel geteisterd door ziektes en had daar inmiddels al 167 man aan verloren. Ook Lucasz werd nu zo ziek dat hij niet verder kon. Hij liet zich vervangen door zijn vice-commandeur Willem Coster, die met de vloot verder voer voor de verovering van Galle. Lucasz keerde terug naar Batavia met de fluit Santvoort maar overleed op de terugtocht, op 5 maart 1640. Op 21 maart werd hij in Batavia met veel eer begraven. In Pieter van Dam's Beschryvinge van de Oostindische Compagnie wordt hij een 'heer met veel kennis en ervaring' genoemd.